# Лужица
Лужица (глсрп. Łužica, чеш. Lužice) је регион у Немачкој који насељавају Лужички Срби и Немци. Име потиче од лужичкосрпске речи за барицу (деминутив за бару). Лужица се као историјски регион дели на Горњу и Доњу Лужицу.

## Прошлост Лужице
Словени су населили ове земље око 600-е године. Лужица је била део Самовог царства, прве словенске државе, и након распада царстава, Великоморавске кнежевине. Лужица постаје део Саксоније, а од 1200. године велики број Германа почиње да насељава Лужицу. 
Године 1815. Бечки конгрес додељује Лужицу Пруској. Лужички Срби су тражили да њихова земља постане аутономна регија, али је ипак подељена између неколико пруских провинција. Крајем 19. и почетком 20. века почиње национално буђење Лужичких Срба, оснивају многе националне организације, а њихов број је око 150.000. Постоји снажна тежња за независношћу. Доласком нациста на власт у Немачкој, почиње прогон Лужичких Срба, њихов језик, организације и штампа су забрањени. Лужички Срби су били хапшени, погубљени или послати у егзил. Велики број је завршио у концентрационим логорима из којих многи нису изашли. Процењује се да их је убијено око 20.000. 
После Другог светског рата Лужица је подељена између Источне Немачке и Пољске. Пољски комунисти су протерали Лужичке Србе заједно са Немцима. Лужички Срби поново траже стварање Лужичке Слободне Државе или да се Лужица прикључи Чехословачкој. У Прагу 300.000 људи је протестовало у име лужичке независности. Напори да се постигне независност нису уродили плодом због појединих геополитичких интереса. Године 1950. Лужички Срби су добили језичку и културну аутономију. Године 2005. основана је политичка партија која представља интересе Лужичких Срба.